# Prokonsul
Prokonsul (lateinisch proconsul, von pro consule „anstelle eines Konsuls“) bezeichnete im römischen Reich zumeist einen Statthalter.

## Geschichte
Ursprünglich war proconsul in der römischen Republik die Bezeichnung für einen Konsul, dessen Imperium über den regulären Zeitraum von einem Jahr hinaus verlängert (prolongiert oder prorogiert) wurde. Prokonsuln wurden vor allem in Kriegen gebraucht, wenn die Zahl der regulären Imperiumsträger (Konsuln und Prätoren) zur Heerführung nicht ausreichte oder ein erfolgreicher Feldherr sein Kommando behalten sollte. In der Regel waren sie mit der Verwaltung einer Provinz beauftragt.
Als die Zahl der Provinzen weiter anwuchs, waren Prokonsuln neben regulären Magistraten und Proprätoren auch dort tätig. Der Diktator Sulla systematisierte dann um 80 v. Chr. die Provinzverwaltung: Seitdem sollten nur noch Prokonsuln und Proprätoren im Anschluss an ihre reguläre Magistratur die (in der Regel einjährige) Statthalterschaft in einer Provinz übernehmen. In den Bürgerkriegen der folgenden Jahrzehnte kam es aber zu zahlreichen Ausnahmen, zum Beispiel zur Verlängerung von Amtszeiten; so wurde Caesar gleich für fünf Jahre Prokonsul von drei Provinzen (später noch einmal um fünf Jahre verlängert), während Gnaeus Pompeius Magnus seine spanische Provinz durch Legaten verwalten ließ.
Ende der 50er Jahre v. Chr. wurde festgelegt, dass zwischen Magistratur und Promagistratur ein Intervall von mindestens fünf Jahren liegen musste. Damit war auch die direkte zeitliche Kontinuität von Konsulat und Prokonsulat beseitigt.
Bei der Neuordnung unter Augustus wurden die Landesteile in kaiserliche und sogenannte senatorische Provinzen aufgeteilt. Während der Statthalter einer kaiserlichen Provinz ein legatus Augusti pro praetore war, führten die stets für ein Jahr bestimmten Gouverneure der Senatsprovinzen den Titel Prokonsul, unabhängig davon, ob sie schon Konsul oder erst Prätor gewesen waren. Nominell war der Senat unabhängig bei der Verleihung des Prokonsulats; in der Praxis wurde jedoch auch hier (wie bei den kaiserlichen Provinzen ohnehin) niemand ausgewählt, der dem Kaiser nicht genehm war.
In republikanischer Zeit wurde eine Statthalterschaft vielfach missbraucht, um die Provinz wirtschaftlich auszubeuten und das eigene, durch Wahlkampfkosten geschwächte Vermögen wieder aufzubessern. Diese Missstände dauerten teilweise auch noch in der Kaiserzeit an; allerdings erhielten die Prokonsuln, um sie davon abzuhalten, jetzt eine hohe Besoldung, und zudem konnten sich die Provinzbewohner nun mit der Bitte um Abhilfe an den Kaiser wenden. Dadurch scheint sich die Lage verbessert zu haben.
Im weiteren Verlauf der Kaiserzeit verwischte sich die genaue Definition von „Prokonsul“ immer mehr, so dass in der Spätantike informell fast jeder Verwalter einer Provinz so bezeichnet werden konnte. Offiziell gab es im 5. und 6. Jahrhundert n. Chr. allerdings nur zwei proconsules, nämlich die von Asia und Achaia; unter Justinian I. traten für einige Jahre noch die proconsules von Armenien, Kappadokien und Palästina hinzu. Im 7. Jahrhundert verschwand die Bezeichnung gemeinsam mit den meisten spätrömischen Strukturen.

## Bekannte Prokonsuln
- Publius Cornelius Scipio Africanus (210 v. Chr. prokonsularisches Imperium für Spanien)[2]
- Marcus Claudius Marcellus (209 v. Chr., Niederlage gegen Hannibal bei Venusia)
- Gnaeus Cornelius Dolabella (80 v. Chr., Provinz Makedonien, wurde als der prominenteste Sullaner von Caesar zu Beginn seiner politischen Karriere wegen Amtsmissbrauchs verklagt)
- Sallust (46 v. Chr., Provinz Africa nova, beutete seine Provinz besonders schamlos aus)
- Gaius Iulius Caesar, Proprätor in Spanien und Prokonsul in Gallien